# Мирза Масуд-хан Ансари
Мирза Масуд-хан Ансари (перс. میرزا مسعود انصاری‎; 12 мая 1781, Ишлак, Восточный Азербайджан — февраль 1849) — министр иностранных дел Персии.

## Биография
Мирза Масуд-хан сын Мирза Абдур-Рагим родился 12 мая 1781 года в городе Сараб Иранского Азербайджана. Он был первый драгоман, секретарь и главный переводчик Аббаса-Мирзы. 
Генерал Ермолов старался вытеснить из Ирана торговлю Англии, и  для этого предложил наладить транзит товаров из Европы в Иран через  черноморские порты и г. Тифлис. С этой же целью устанавливаются тесные связи с французским негоциантом Гамба (впоследствии консулом в Тифлисе), который хорошо изучил Кавказ и Причерноморье, и разрабатываются правила транзитной торговли. Переписка по этому вопросу с русской миссией в Тавризе, а также поездка Грибоедова в Тифлис и его личное участие в разработке условий транзитной торговли подтверждают,  что этому вопросу придавалось большое значение. Иран сочувственно относился к транзитной торговле. Известно, что для участия на совещании  по этому вопросу в Тифлис выехал секретарь Аббас-мирзы Мирза Масуд, которого Грибоедов представлял не иначе как «известного своего  честностью и достоинством обращения». По сообщению Гамба, установившего тесные связи с Мирзой Масудом французские товары находили  сбыт не только в Южном Азербайджане, но и в провинции Гилян.
После убийства в январе 1829 года русского посла в Тегеране Грибоедова и членов русской миссии Фетх Али-шах посылает Мирза Масуда в Петербург с извинениями для избежания войны с Россией и улаживания дипломатического скандала. В возмещение пролитой крови Мирза Масуд привез Николаю I богатые дары, в числе которых был алмаз «Шах».
Мирза Масуд-хан в 1832 году был назначен на пост министра иностранных дел Ирана.
Скончался в феврале 1849 года в Тегеране.

## Награды
- Орден Белого орла с алмазными украшениями (29 апреля 1838, Российская империя)[3]